# Миролюбов, Александр Александрович
Александр Александрович Миролюбов (3 октября 1923 года — 18 февраля 2007 года, Москва, Россия) — советский и российский учёный-педагог, академик АПН СССР (1985), академик РАО (1993).

## Биография
Родился 3 октября 1923 года.
Участник Великой Отечественной войны.
В 1950 году — окончил исторический факультет МГУ.
В 1955 году — защитил кандидатскую, а в 1973 году — докторскую диссертацию.
В 1974 году — присвоено учёное звание профессора.
С 1977 по 1991 годы — ректор Всесоюзного института переподготовки и повышения квалификации научно-педагогических и руководящих кадров народного образования АПН СССР.
С 1991 по 2000 годы — заведующий отделом иностранных языков Института общего среднего образования РАО.
С 2000 по 2007 годы — главный научный сотрудник Центра филологического образования Института содержания и методов обучения РАО.
В 1978 году — избран членом-корреспондентом, в 1985 году — академиком АПН СССР, в 1993 году — стал академиком отделения общего среднего образования РАО.
Александр Александрович Миролюбов умер 18 февраля 2007 года в Москве.

## Научная деятельность
Область научных интересов: методика обучения иностранным языкам в средних специальных учебных заведениях, история преподавания иностранных языков в России.
Тема кандидатской диссертации «Методика обучения конъюнктиву немецкого языка в средней школе». Тема докторской диссертации «История отечественной методики обучения иностранному языку».
Основные труды: «Теоретические основы методики обучения иностранным языкам в средней школе» (в соавторстве, 1981).

## Награды
- Орден Отечественной войны II степени
- Орден «Знак Почёта»
- Медаль «За оборону Москвы»